# Sarissocryptus lienhardti
Sarissocryptus lienhardti är en mångfotingart som beskrevs av Hoffman 1993. Sarissocryptus lienhardti ingår i släktet Sarissocryptus och familjen Cryptodesmidae. Inga underarter finns listade i Catalogue of Life.